# Sergio Obeso Rivera
Sergio Obeso Rivera (ur. 31 października 1931 w Jalapa, zm. 11 sierpnia 2019 w Coatepec) – meksykański duchowny rzymskokatolicki, arcybiskup metropolita Jalapy w latach 1979–2007, kardynał prezbiter od 2018.

## Życiorys
Święcenia kapłańskie otrzymał 31 października 1954.

### Episkopat
30 kwietnia 1971 papież Paweł VI mianował go biskupem diecezjalnym diecezji Papantla. Sakry biskupiej udzielił mu 21 czerwca 1971 ówczesny metropolita Jalapy – arcybiskup Emilio Abascal y Salmerón.
15 stycznia 1974 został mianowany go biskupem koadiutorem archidiecezji Jalapa. Rządy w archidiecezji objął 12 marca 1979 po śmierci poprzednika.
10 kwietnia 2007 przeszedł na emeryturę.
20 maja 2018 podczas modlitwy Regina Coeli papież Franciszek ogłosił, że mianował go kardynałem. Jego kreacja kardynalska odbyła się na konsystorzu 28 czerwca 2018. Z racji ukończenia 80. roku życia przed kreacją, nie posiadał uprawnień elektorskich.